# Masurques op. 68 (Chopin)
Les Masurques op. 68 són un conjunt de quatre peces per a piano sol compostes per Frédéric Chopin entre 1830 i 1846. Foren publicades de manera pòstuma l'any 1855. Un interpretació típica de les quatre masurques dura al voltant de nou minuts.
- "Masurca en do major, op. 68, núm. 1"
- "Masurca en la menor, op. 68, núm. 2"
- "Masurca en fa major, op. 68, núm. 3"
- "Masurca en fa menor, op. 68, núm. 4" (anunciada com "l'última composició de Chopin", tot i que no ho és)